# Сторожница
Сторожница (укр. Сторожниця, словац. Jovra) — село в Холмковской сельской общине Ужгородского района Закарпатской области Украины.
Население по переписи 2001 года составляло 2623 человека. Почтовый индекс — 89421. Телефонный код — . Занимает площадь 0,25 км².

## История
В 1946 году указом ПВС УССР село Йовра переименовано в Сторожницу.